# 大町文夫
大町 文夫（おおまち ふみお、1908年2月25日 - 1982年4月14日）は日本の俳優。本名は瀬戸口文夫。
1908年（明治41年）2月25日、熊本県熊本市に生まれる。長崎高等商業学校卒業後、雑誌・新聞記者、専売局勤務を経て、1934年（昭和9年）に村山知義らの新協劇団の結成に参加し、新劇俳優となる。戦後の1947年（昭和22年）、民衆芸術劇場（後の劇団民藝）に入る。戦中から映画にも出演し、独立プロ作品や日活作品に多く出演した。1957年（昭和32年）頃からはテレビドラマにも出演した。

## 出演作品

### 映画
- 空想部落（1939年、南旺映画） - 舟田博士
- 多甚古村（1940年、東宝映画） - 古賀刑事
- 愛の一家（1941年、日活） - 警部補
- 英国崩るるの日（1942年、大映） - 大隊長
- 風雪の春（1943年、大映） - 原工場長
- 煉瓦女工（1946年、南旺映画） - 張さん
- 女優（1947年、東宝）
- 銀嶺の果て（1947年、東宝） - 刑事
- 戦争と平和（1947年、東宝）
- 女の一生（1949年、東宝）
- 続青い山脈（1949年、東宝） - 国民服の男
- 斬られの仙太（1949年、東宝） - 国分三十郎
- また逢う日まで（1950年、東宝）
- 機関車小僧（1950年、東宝） - 明のおじ
- 殺人者の顔（1950年、東宝） - 田辺の叔父
- 軍艦すでに煙なし（1950年、新映画社） - 伊東主任
- 暴力の街（1950年） - 小村
- 曠野の誓い（1952年、第一映画プロ） - 機関士
- 真空地帯（1952年、新星映画社）
- 縮図（1953年、近代映画協会）
- 夜明け前（1953年、新東宝）
- 泥だらけの青春（1954年、日活） - 三平
- 石合戦（1955年、劇団民藝） - 片岡文左衛門
- 流離の岸（1956年、日活） - 鍛冶屋
- 火の鳥（1956年、日活） - 猿丸克之
- 倖せは俺等の願い（1957年、日活） - 支那そば屋
- 「廓」より無法一代（1957年、日活） - 金田警部補
- 夜は俺のものだ（1958年、日活） - 庄司刑事部長
- 危険な女（1959年、日活） - 新聞売り場の親父
- 人間の壁（1959年、山本プロ） - 竹越先生
- 荷車の歌（1959年、全国農村映画協会） - セキの父
- 地獄の曲り角（1959年、日活） - 武内
- 俺は欺されない（1960年、日活） - 産業省係長山下
- 闇に光る眼（1960年、日活） - 中村部長刑事
- 武器なき斗い（1960年、大東映画） - 岡本
- 警察日記 ブタ箱は満員（1961年、日活） - 神成次長
- 何もかも狂ってやがる（1962年、日活） - 宿泊所のおやじ
- 川っ風野郎（1963年、日活） - 主事
- 波浮の港（1963年、日活） - 宇平
- 煙の王様（1963年、日活） - 河田清作
- 姿なき拳銃魔（1964年、日活） - 横田捜査課長
- 男の紋章シリーズ（日活）
  - 男の紋章 花と長脇差（1964年） - 川辺村の源三
  - 男の紋章 流転の掟（1965年） - 老代貸
  - 男の紋章 俺は斬る（1965年） - 高根藤太
- 霧の旗（1965年、松竹）
- 証人の椅子（1965年、大映） - 板根の父

### テレビドラマ
- ここに人あり（NHK）
  - 第31回「その夜の歌」（1957年）
  - 第35・36回「師の影」（1958年）
  - 第38回「マコの青春」（1958年）
  - 第46回「涙かれず」（1958年）
  - 第48回「友の手」（1958年）
  - 第90回「村のお荷物」（1959年）
  - 第110回「若い果実」（1959年）
  - 第127回「ひかり暖かく」（1960年）
  - 第140回「黒い山の泉」（1960年）
  - 第173回「ある町の春」（1961年）
- プラネタリウム劇場 / 誰も知らない星の話（1958年、NTV）
- 民芸アワー / 旗岡巡査（1958年、NTV）
- シオノギ劇場 / 春の孤独（1958年、NTV）
- 夫婦百景（NTV）
  - 第24回「小言女房」（1958年）
  - 第43回「夢を護る夫婦」（1959年）
  - 第88回「純情夫婦」（1960年）
  - 第134回「女権拡張夫婦」（1960年）
  - 第141回「関白夫婦」（1961年）
  - 第173回「一茶と新妻」（1961年）
  - 第197回「結婚試験」（1962年）
  - 第200-203回「聖女房 愛と死のかたみ」（1962年）
- お好み日曜座（NHK）
  - 父（1958年）
  - 鯨にのってきた男（1959年）
- 雑草の歌 第35話「ゴルフ球にご用心」（1958年、NTV）
- 私だけが知っている / 遺産（1958年、NHK）
- この空の下に（NTV）
  - 第4回「いちばん小さいプレゼント」（1959年）
  - 第6回「愛の像」（1960年）
  - 第10回「尾燈」（1960年）
- テレビ劇場（NHK）
  - 冬の海辺（1960年）
  - ワシントンの日本人（1960年） - 村垣淡路守
- 慎太郎ミステリー・暗闇の声 第23話回「蜜のあわれ」（1960、KR）
- 灰色のシリーズ（NHK）
  - 第3・4回「投影」（1960年）
  - 第9・10回「紙の牙」（1960年） - 厚生部長
- 西鶴物語 第7・8回「八百屋お七」（1961年、NET）
- テレビ指定席（NHK）
  - 北斗の子（1961年）
  - 道（1961年）
  - はたちの春で（1962年）
  - 六人のおくりもの（1963年）
  - 被害者（1964年）
- 決定的瞬間 第22回「天使昇天」（1961年、NTV）
- 東芝日曜劇場 第260話「囮」（1961年、TBS）
- シャープ火曜劇場（CX）
  - 第7回「愛妻物語」（1961年）
  - 第26回「女中っ子」（1962年） - 加治木恭平
- 松本清張シリーズ・黒の組曲 第1回「駅路」（1962年、NHK）
- 文芸劇場（NHK）
  - 第47回「閣下」（1962年）
  - 第50回「雁」（1962年）
  - 第57回「東京の女性」（1963年）
  - 第91回「まぼろしの記」（1963年）
  - 第101回「正直者」（1964年）
- 近鉄金曜劇場 / 夜の谷間で（1962年、TBS）
- 名作推理劇場 / 晩餐後の筋書（1962年、MBS）
- 判決（NET）
  - 第17話「許せない私」（1963年）
  - 第94話「ダムサイト」（1964年）
  - 第140話「不思議な老人」（1965年）
- 事件記者 第149話「ぬけあな」（1963年、NHK）
- 七人の刑事 第100話「乾いた土地」（1963年、TBS） - 藤川
- 大河ドラマ（NHK）
  - 花の生涯（1963年）
  - 赤穂浪士（1964年） - 奥野将監
  - 太閤記（1965年） - 高山飛騨
  - 源義経（1966年） - 大炊の長者

### 舞台
- 五稜郭血書（1952年、劇団民藝） - 町人、大島圭介
- 民衆の敵（1953年、劇団民藝） - ホフスタット
- 日本の気象（1953年、劇団民藝） - 宅間の兄
- セールスマンの死（1954年・1957年・1966年、劇団民藝） - 伯父ベン
- 煉瓦女工（1954年、劇団民藝） - 早野義二
- 常盤炭田（1954年、劇団民藝） - 遠藤
- 闇の力（1954年、劇団民藝） - アキーム
- 大和の村（1955年、劇団民藝） - 甚平
- ヴィヘルム・ヘル（1955年、劇団民藝） - レーディング
- 愛は死をこえて（1955年、劇団民藝） - シェップス
- 帰らぬ人（1956年、劇団民藝） - 寺尾敏
- 遠い凱歌（1956年、劇団民藝） - 東京駅の見送り群衆、争議団代表
- 楡の樹蔭の欲望（1957年、劇団民藝） - 警官
- 法隆寺（1958年、劇団民藝） - 熊岡伯鋒
- ポーギィとベース（1958年、劇団民藝） - 巡査
- 檻（1960年、劇団民藝） - へべれけ
- さじきっぱら（1961年、劇団民藝） - 教師
- 火山灰地（1961年、劇団民藝） - 船津秀松
- オットーと呼ばれる日本人（1962年、劇団民藝） - 検事
- るつぼ（1962年、劇団民藝） - トーマス・パトナム
- 泰山木の木の下で（1964年、劇団民藝） - 小使
- 女の勤行（1964年、劇団民藝） - つねの父
- 開かれた処女地（1965年、劇団民藝） - ポリカルプ・ボイコ・グルホフ
- 夜明け前 第二部（1965年、劇団民藝） - 清助

### ラジオドラマ
- スリラー劇場 恐山（1960年、ラジオ東京）